# 2-я Песчаная улица
Вторая Песча́ная улица — улица в районе Сокол Северного административного округа города Москвы. Является одним из образцов застройки «сталинскими домами» начала 1950-х годов. В центральной части улицы расположен сквер Дивизий Московского Народного Ополчения с фонтаном.

## Положение улицы
Улица представляет собой две дороги, разделённые широким бульваром. Северная часть расположена между Чапаевским переулком и Новопесчаной улицей, южная является продолжением Песчаного переулка, пересекает Новопесчаную улицу и упирается в 3-ю Песчаную. Нумерация домов начинается с дальних по отношению к пересечению с Новопесчаной улице зданий.

## История
Улица была образована в конце 1940-х годов на пустырях бывшего села Всехсвятского во время застройки района Песчаных улиц. Название получила по характеру грунта по аналогии со старой Песчаной улицей. На месте 2-й Песчаной улицы изначально был овраг, по которому протекала река Ходынка. В 1951 году русло реки было убрано в трубу, и улицу начали активно застраивать сталинскими домами 2-й и 3-й очередей района Песчаных улиц. На месте оврага реки Ходынки в 1954 году был разбит сквер с большим фонтаном. Саженцы каштанов для центральной аллеи были привезены начальником управления растениеводства ВСХВ Семёном Алексеевым.
Фасады нескольких домов 2-й Песчаной улицы имеют облицовку из семищелевых керамических блоков. Примечателен дом № 6, представляющий собой симметричную композицию из трёх корпусов. Центральный корпус, стоящий немного вглубь от красной линии, облицован керамической плиткой; у боковых корпусов — стены из силикатного кирпича.
С 1965 года улица носила имя Георгиу-Дежа (1901—1965) в память бывшего коммунистического лидера Румынии. В 1990 году историческое название было возвращено.
На 2-й Песчаной улице жили турецкий писатель Назым Хикмет, советский вратарь Лев Иванович Яшин, скульптор Степан Эрьзя, спортивный журналист Юрий Ваньят, хоккеист Евгений Бабич, писатель Юрий Трифонов, актриса Анастасия Георгиевская, генерал-полковник Владимир Дутов, генерал-лейтенант Сергей Долгушин, лётчик Евгений Горбатюк. На пересечении со 2-й Песчаной, в доме 19 по Новопесчаной жил дважды герой Советского союза генерал-майор авиации иркутянин Н.В.Челнаков.
В сентябре 2013 года комиссия по безопасности дорожного движения в Северном округе приняла решение организовать на 2-й Песчаной улицы одностороннее движение (от Новопесчаной улицы до Чапаевского переулка).
В декабре 2016 года появились планы установки в сквере на 2-й Песчаной улице памятного знака, посвящённого четырём дивизиям московского народного ополчения второй волны формирования. 16 января 2018 года сквер получил название «сквер Дивизий Московского Народного Ополчения». Установить в сквере памятник предполагается в 2019 году.

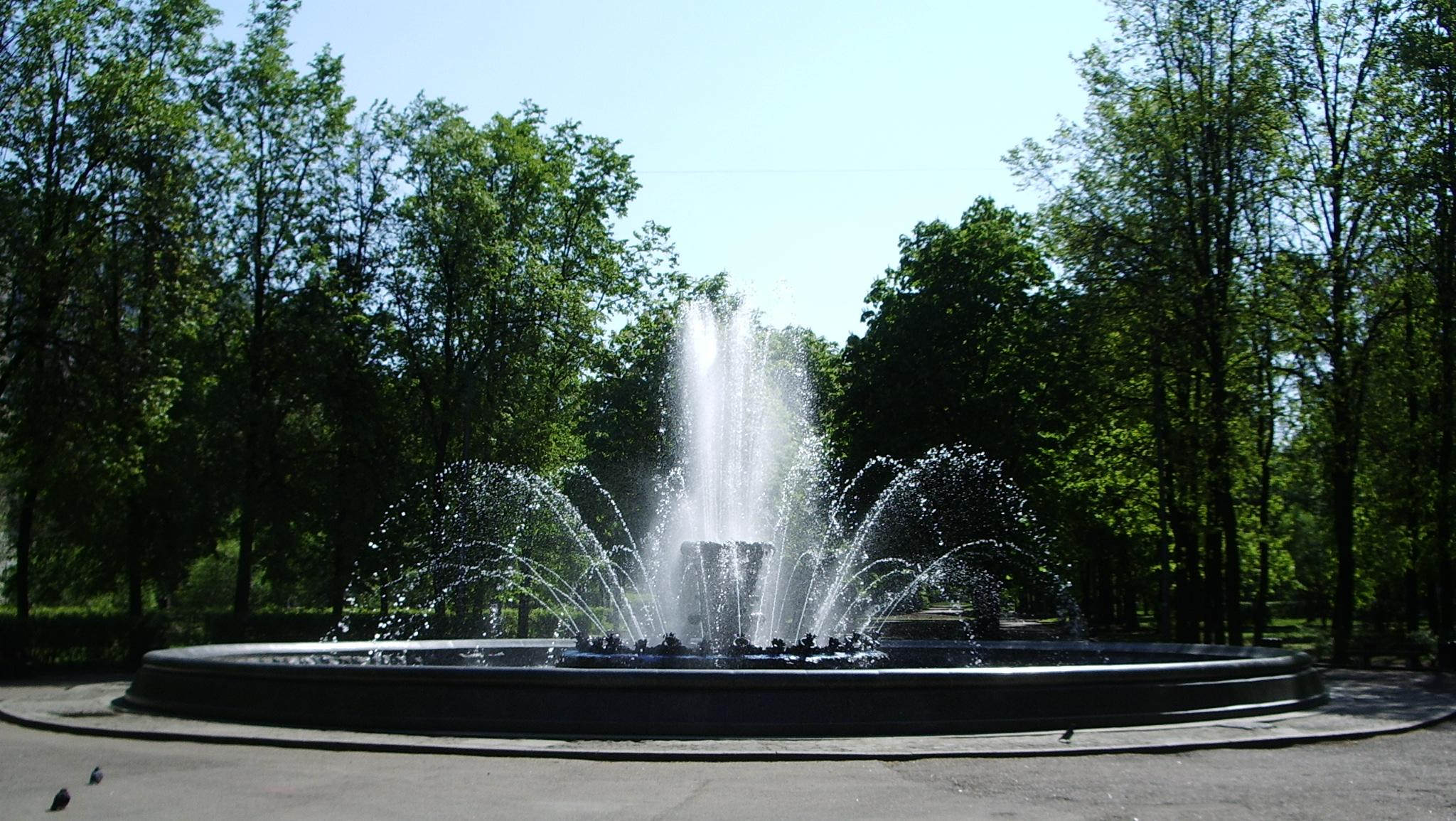
Фонтан в сквере

## Транспорт

### Наземный транспорт
По улице общественный транспорт не ходит.
На Новопесчаной улице находится остановка 2-я Песчаная улица автобусов т65, т86, 175, 403.

### Ближайшие станции метро
- Сокол
- Аэропорт

### Железнодорожный транспорт
- Зорге
- Панфиловская